# Asplenium depressum
Asplenium depressum là một loài dương xỉ trong họ Aspleniaceae. Loài này được Loud., Kze. mô tả khoa học đầu tiên năm 1850.
Danh pháp khoa học của loài này chưa được làm sáng tỏ. 